# Jan van Aken (Schriftsteller)

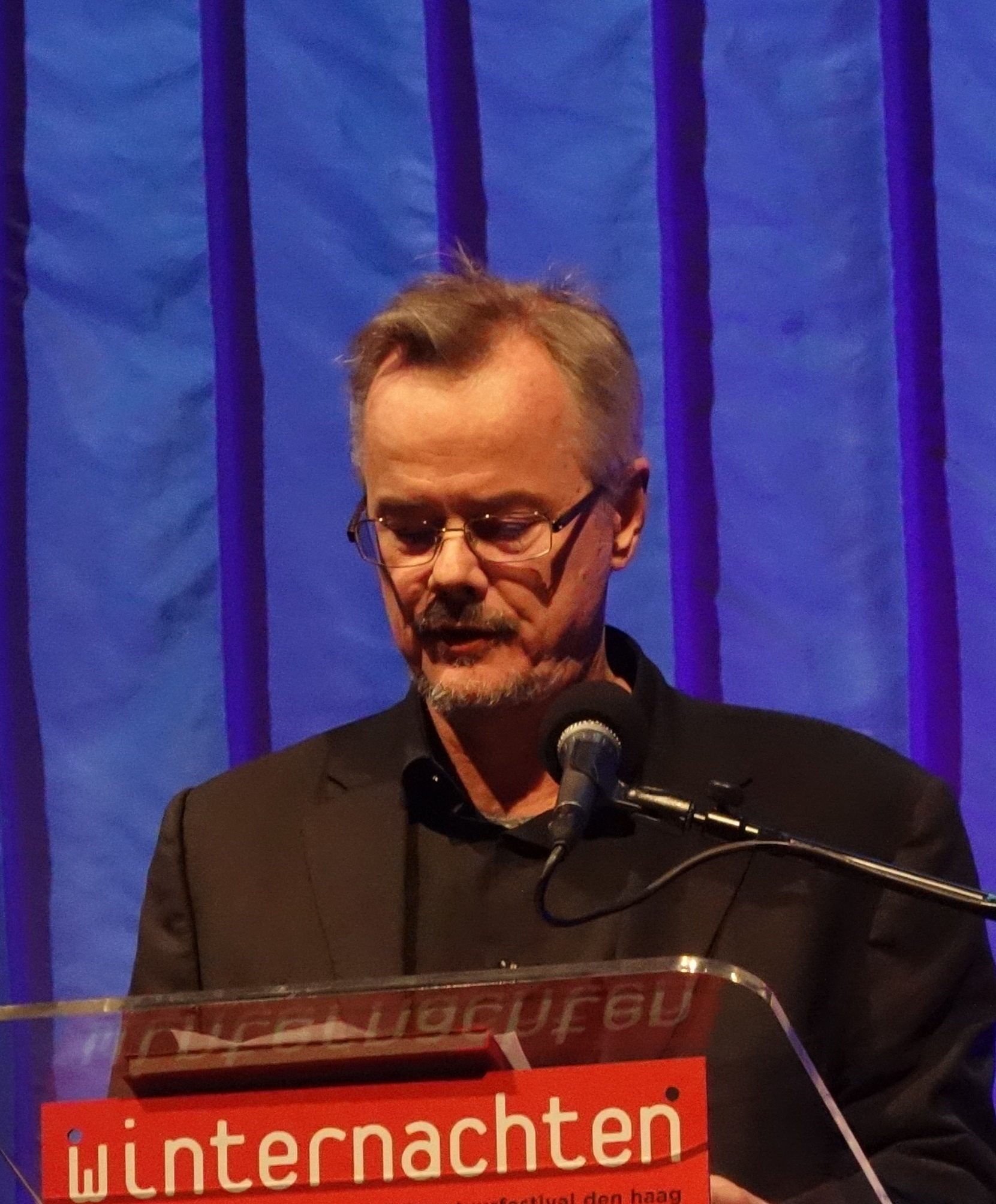
Jan van Aken (2019)

Jan van Aken (* 9. August 1961 in Herwen en Aerdt) ist ein niederländischer Schriftsteller.
Er schrieb Artikel für diverse niederländische Zeitungen und Zeitschriften und veröffentlichte Beiträge in Literaturreihen wie Optima und Nieuw Wereldtijdschrift.
Bislang ist sein zweiter Roman De valse dageraad (dt.: „Das Geständnis des Mönchs“) auf Deutsch erschienen und ebenfalls als Hörbuch erhältlich. An dem Manuskript für dieses Buch hat er zehn Jahre gearbeitet.
Von 2003 bis 2018 war Jan van Aken als Lehrer an der Schrijversvakschool in Amsterdam tätig.

## Auszeichnungen
- 2018: Ferdinand-Bordewijk-Preis für De ommegang
- 2019: Shortlist des Libris-Literaturpreises für De ommegang

## Werke (Auswahl)

### Historische Romane
- Het oog van de basilisk. Bakker, Amsterdam 2000, ISBN 90-351-2190-2.
- De valse dageraad. Bakker, Amsterdam 2001, ISBN 90-351-2289-5.
  - Übersetzung ins Deutsche: Das Geständnis des Mönchs. Roman. Droemer, München 2004, ISBN 978-3-426-19615-1.
- De dwaas van Palmyra. Bakker, Amsterdam 2003, ISBN 90-351-2566-5.
- Koning voor een dag. Querido, Amsterdam 2008, ISBN 978-90-214-3415-5.
- De ommegang. Querido, Amsterdam 2018, ISBN 978-90-214-0393-9.

### Sonstige Romane
- Het fluwelen labyrint. Prometheus, Amsterdam 2005, ISBN 90-446-0482-1.